# 황효진
황효진(1988년 ~ )은 (주)스베누를 설립한 대한민국의 기업인이다. 또한 아프리카TV에서 소닉이란 이름으로 활동한 BJ으로, BJ 활동 시절 2013년 4월 24일 기준으로 21만 명의 애청자가 있었다. 소닉은 '스타크래프트: 브루드 워'를 중계 방송해 인기를 끌었고 이후 2012년 `신발팜`으로 신발 사업을 시작해 2년 뒤 스베누로 이름을 바꾼 뒤 본격적으로 사업을 확장해나갔다. 하지만 온라인에서는 스베누 제품 품질, 디자인 표절, 가격 논란이 끊이질 않았고 자본 잠식 상태에 대금을 지급하지 못한 상태에 이르자 처음엔 가맹점주들은 시위를 하였지만 결국 이와 관련해 소닉을 사기 혐의로 고소하였다. 그리고 스베누가 파산하면서 소닉도 이스포츠의 유명인에서 잊혀진 이름이 되었다.

## 방송 활동
친구들 사이에서 스타크래프트를 잘한다고 인정 받았고, 아프리카 방송을 해보라는 권유에 고등학생 3학년이던 2006년 4월 1일 스타크래프트 게임으로 방송을 시작했다. 방송을 시작한 계기는 자신의 소심한 성격을 고치기 위해서였다. 그의 개인 방송은 인기를 얻었는데, 당시 1~2000명의 시청자가 있었다고 전한다. 한편 게임한국이라는 매체는 인터넷 개인 방송 론칭을 준비하며 그의 방송을 주시하고 있었고, 그에게 함께할 것을 제안했다. 소닉은 이를 통해서 e스포츠 관계자들의 호감을 얻었고 여러 매체에서 인터뷰 제의가 들어오는 등 소닉이라는 이름이 알려졌다. 하지만 이 매체는 곧 어려워졌고, 이 때 온게임넷이 플레이플이라는 새로운 인터넷 방송을 개국해 그곳에 합류했다.
나이스게임TV와 함께 소닉 TV는 플레이플의 주축이었다. 소닉은 주로 스타1으로 시청자들을 모으는 매개체 역할을 했다. 그렇지만 플레이플은 시청자들을 끌어 모으는 데 실패했고 2년 정도 유지되다가 폐지됐다. 한편 소닉과 류신이 운영하는 게임방송 '노는대학 TV'이 인터넷 방송으로 유명세를 얻게 되자 소닉은 2007년 온게임넷에서 MC를 맡기도 했으며 소닉의 엽기 스타전략은 네이버 인기검색어 1위를 기록하는 등 인기를 끌었다. 그에 대해 당시 다모임사업부 이선범 차장은 "공중파나 게임 전문 채널을 통해서는 전혀 볼 수 없는 특이한 스타크래프트 해설로 유저들의 인기가 급증하고 있으며 차별화된 콘텐츠가 인기의 배경"이라고 분석했다.
하지만 소닉은 2008년 9월 군에 입대했고 군 제대 이후 소닉은 본업을 가지고 아프리카 방송은 취미로만 해야겠다는 생각을 굳혔으며 예전처럼 게임을 많이 하거나 강좌를 하고 있지는 않는다고 밝혔다.
그는 방송에 다음과 같은 컨텐츠 등을 진행했다. '소닉스타강좌'는 스타크래프트 게임을 재치있게 해설하면서, 게임에 어울리는 노래를 찾아 틀기도 하고, 중간에 노래 가사를 개사하여 부르기도 한다. '소닉의 초대손님'은 여러 종목의 게이머들과 인터넷 상에서 이슈가 됐던 인물들을 초대해 인터뷰를 갖던 코너이다. '소닉 스타감독되다'는 시청자와 스타BJ를 섭외해 본인이 감독직을 수행하는 것이었다. 이 밖에도 '소닉 연애하다', '소닉 가수되다' 같은 콘텐츠를 진행 했고 앨범을 제작하기도 했다.

## 스타 리그
소닉은 2010년 11월 아마추어 선수들을 모아 온라인 대회로 첫 소닉 스타리그를 시작했다. 하지만 스타리그가 관심을 받기 시작한건 한국e스포츠협회가 스타1으로 진행되던 프로리그의 종목을 스타2로 변경했고, 온게임넷 역시 스타리그를 스타2로 진행함에 따라 공식적인 스타1 리그는 끝나게 된 이후였다. 한편 라이선스 문제가 불거져 대회를 진행하지 못할 위기에 터지자 이 소식을 들은 블리자드 대표가 소닉 스타리그 진행을 허가했고 라이선스 문제가 해결되면서 일단락되었다.
이후 선수들이 스타2로 넘어가는것을 막기 위해 7차 소닉 스타리그부터 대회의 규모를 확장하였다. 이후 8차 스타리그는 처음으로 오프라인 무대에서 진행 했으며 아이템베이의 공식 후원을 받아 더 큰 규모로 진행되었다. 또한 스타리그의 웹페이지를 따로 개설해 리그 소식과 대진표 등을 실시간 게재되었다. 9차 소닉리그는 원래 몽키3와 후원 계약을 하려 했지만 뜻이 맞지 않아 소닉 본인이 운영하는 신발팜이 후원하기로 했다. 한편 2014년 9월 진행 능력이 저평가된 되어왔던 소닉은 캐스터에서 하차하고 기획과 후원에만 전념하겠다고 밝혔다. 10차 스타리그는 자신이 운영하는 스베누가 후원했고 소닉TV와 OGN에서 중계했다. 이후 2015년 9월 22일 소닉이 직접 글을 올리며 회사 사정으로 차기 소닉 스타리그의 개최가 잠정 중단될것이라고 밝혔다.

## 사업
소닉은 군인 시절 여자친구가 미래에 대한 비전이 보이지 않는다는 이유로 헤어지게 되었다. 이로 인해 인터넷 방송의 BJ만으로는 생계를 꾸리기 어렵다는 것을 느꼈고 이러한 일들이 사업 시작의 계기가 되었다. 이후 소닉은 2010년 인터넷 쇼핑몰인 '신발팜'을 시작했다. 하지만 사업의 무리한 확장으로 큰 빚을 지게 되었다. 이후 전국을 돌아다니며 투자자를 찾기 시작했고 10억의 투자를 받게 되었다. 8억 5천 정도는 빚 갚는데 사용을 하고 1억 4~5천을 가지고 부산 내려가서 스베누를 설립하게 되었다.
하지만 제조 공장 관계자와 광고 대행사, 가맹점 관계자 등으로 구성된 스베누 피해자 모임은 2015년 12월 18일 서울 스베누 본사 앞에서 기자회견을 열어 스베누 측이 물품 대금 등 수백억 원을 지급하지 않고 있다며 이와 관련해 소닉을 사기 혐의로 고소했다 하지만 소닉은 광고 대행사에서 공장으로 가야할 대금을 중간에서 횡령한 정황이 있다며, 해당 광고 대행사를 사기 혐의 등으로 맞고소한 상황이고 또한 소닉은 가맹점들의 피해 주장도 허위사실이라며, 본사는 계약서에 따라 물건을 공급했고 논란이 되고 있는 상설 할인매장을 운영한 것도 본사가 아니라고 해명했다. 한편 회사가 자금난에 시달리는 와중에도 이러한 생활을 지속했다는 것이 뒤늦게 알려져 논란을 낳았다. 이후 현재 소닉은 사업 일선에서 완전히 물러난 상태이다. 그리고 스베누는 2016년 완전히 파산하고 폐업했다.

## 근황
2019년 11월 사회실험을 한다고 인터넷에 람보르기니를 타고다닌다는 글을 올려 물의를 빚었다.

## 방송 출연
| 연도 | 방송사 | 제목                    | 역할 | 출처   |
| ---- | ------ | ----------------------- | ---- | ------ |
| 2007 | OGN    | 《MC는 괴로워》         | MC   | [ 9 ]  |
| 2008 | OGN    | 《EVER 스타. 메가배틀》 | 중계 | [ 28 ] |

## 노래
| 제목                             | 발매일         | 비고          |
| -------------------------------- | -------------- | ------------- |
| 〈Banana Love (Digital Single)〉 | 2011년 4월 7일 | 양띵 (피쳐링) |

## 수상 경력
다음은 대한민국의 BJ인 소닉의 수상 및 후보 목록이다.
| 연도 | 상 이름              | 부문              | 결과 | 출처   |
| ---- | -------------------- | ----------------- | ---- | ------ |
| 2007 | 수원게임올림피아드   | UCC 공모전        | 1위  | [ 12 ] |
| 2007 | 아프리카TV 어워드    | 스타크래프트      | 수상 | [ 29 ] |
| 2007 | 아프리카TV 어워드    | 최고의 UCC        | 수상 | [ 29 ] |
| 2007 | 아프리카TV 어워드    | 최다득표수 인기상 | 수상 | [ 29 ] |
| 2007 | 아프리카TV 어워드    | 최다시청자수      | 수상 | [ 29 ] |
| 2012 | 아프리카TV 방송대상  | 운영자상          | 수상 | [ 30 ] |
| 2015 | 대한민국 e스포츠대상 | 특별상            | 수상 | [ 31 ] |

## 같이 보기
| - 양띵 - 마재윤 - 철구형 - 스타크래프트: 브루드 워 | - 스베누 - 소닉 스타리그 - 스베누 (e스포츠) - 스베누 소닉붐 |